# Kjell Falk
Kjell Falk, född 1940, död 2012 i Göteborg, var en svensk konstnär. Han målade främst landskapsmotiv i olja, ofta från Bohuslän, med fokus på ljusets färger.
Han var son till konstnären Ragnar Falk.